# Kalles kaviar

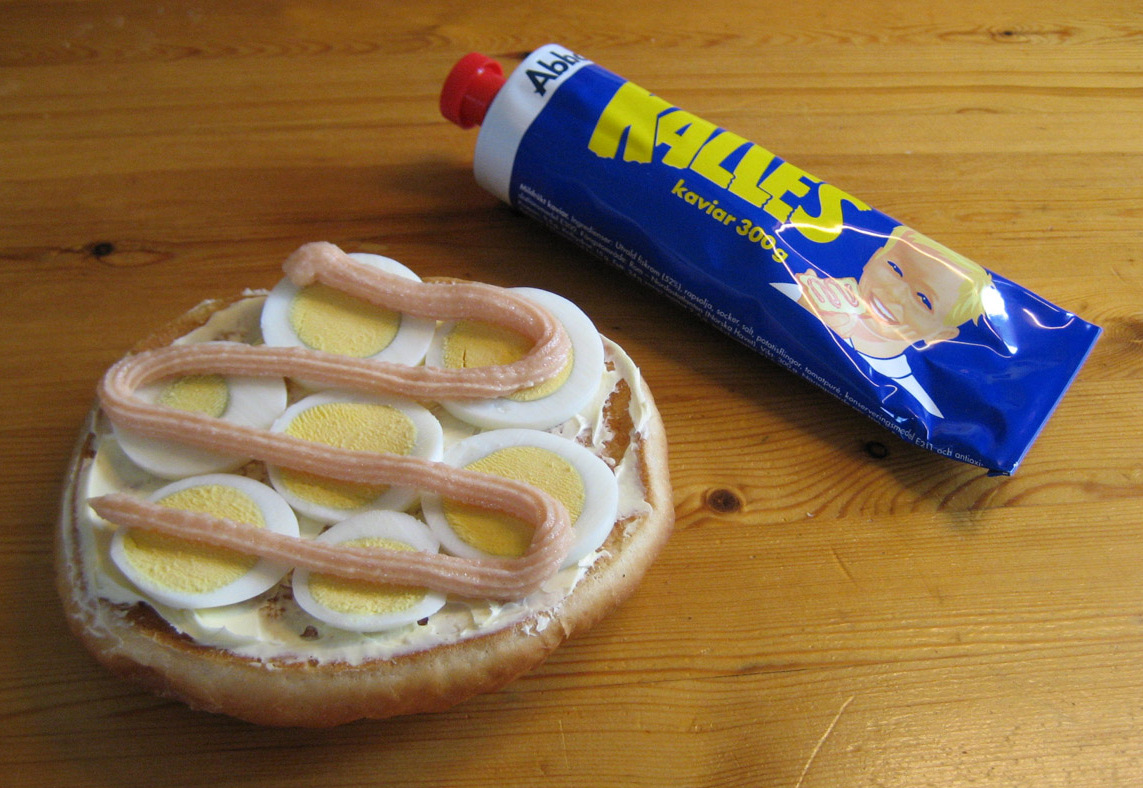
Un sandwich aux œufs durs et au Kalles kaviar.

Le Kalles kaviar est une marque suédoise de pâte à tartiner à base d’œufs de cabillaud (Gadus morhua), de sucre, d'huile de colza et d'épices, fabriquée par Abba Seafood. Rappelant le tarama, la préparation serait dérivée d’une recette séculaire originaire de la côte ouest de la Suède, plus particulièrement de Lysekil.
Commercialisé en Suède depuis 1954, il s’est répandu dans le reste du monde par l’intermédiaire d’Ikea. Le design de l’emballage est identique depuis sa mise sur le marché et représente le fils du directeur du fabricant à l’époque.